# Woronów (rejon szeptycki)
Woronów (ukr. Воронів) – wieś na Ukrainie, w obwodzie lwowskim, w rejonie szeptyckim.
Do 2024 w rejonie czerwonogrodzkim.
W II Rzeczypospolitej do 1934 samodzielna gmina jednostkowa. Następnie należała do zbiorowej wiejskiej gminy Bruckenthal w powiecie rawskim, w woj. lwowskim. Po wojnie wieś weszła w struktury administracyjne Związku Radzieckiego.